# Equazione di Debye
L'equazione di Debye è una formula che permette di calcolare le intensità di un pattern di diffrazione dei raggi X da polveri.
{\displaystyle I(q)=\sum _{i,j}^{N}f_{i}f_{j}{\frac {\sin(qr_{ij})}{qr_{ij}}}e^{-2\sigma _{ij}^{2}q^{2}}}
dove {\displaystyle q=4\pi {\frac {\sin(\theta )}{\lambda }}} è il vettore di scattering; {\displaystyle f_{i}\,} è il fattore di scattering dell'atomo i-esimo, {\displaystyle r_{ij}\,} è la distanza tra l'atomo i e l'atomo j, e {\displaystyle \sigma _{ij}^{2}} è il fattore di Debye-Waller.
Per derivare l'equazione, si assume che il campione sia composto da cristalli perfetti di dimensioni finite orientati casualmente, ognuno formato da N atomi che vibrano con moto armonico, tanto più ampio quanto maggiore è il fattore di Debye-Waller.